# Malá vodní elektrárna Spálov

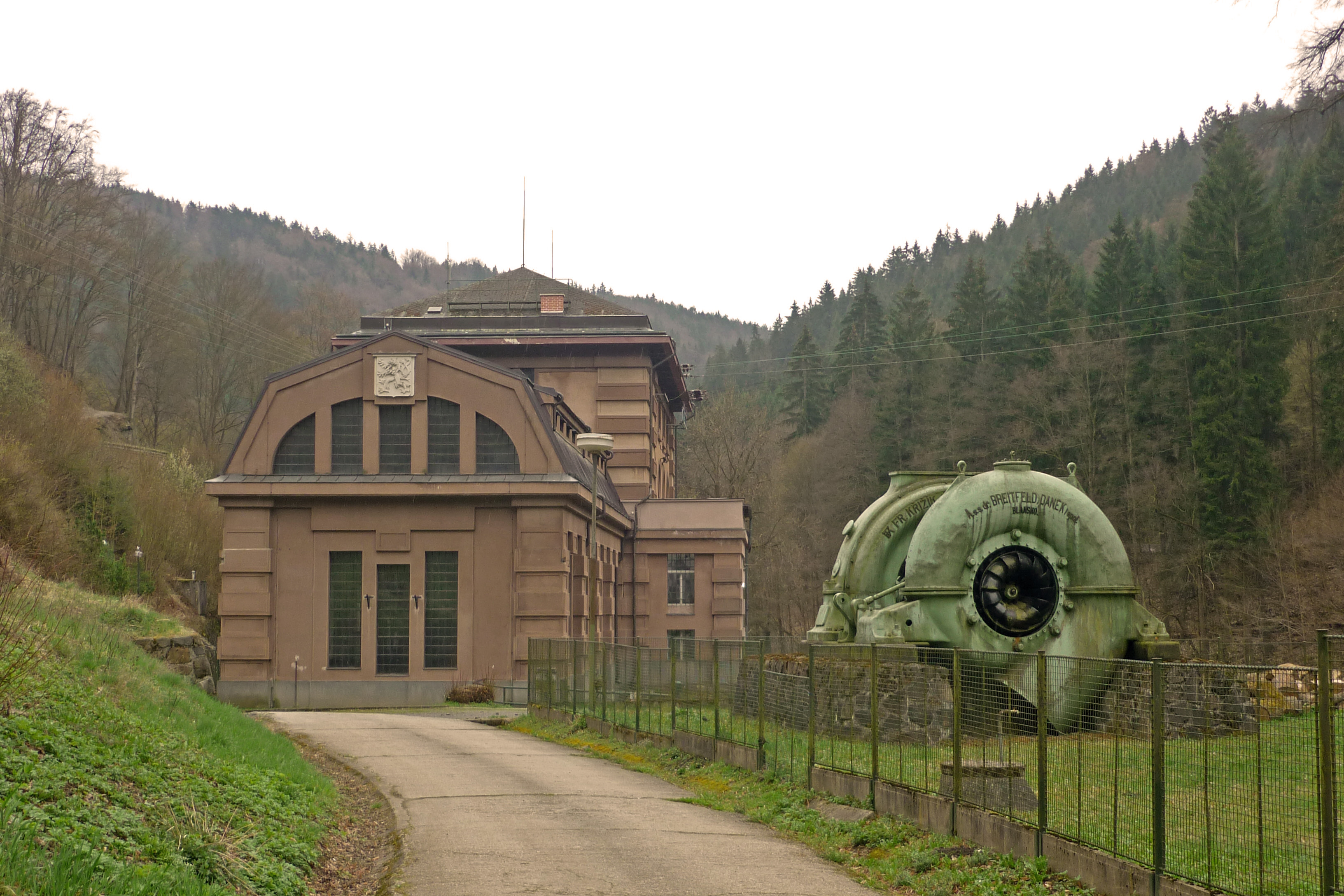
MVE Spálov

Malá vodní elektrárna Spálov leží na řece Jizeře v lokalitě Podspálov v katastrálním území Spálov u Semil města Semily; její výkon činí 2400 kW.

## Historie

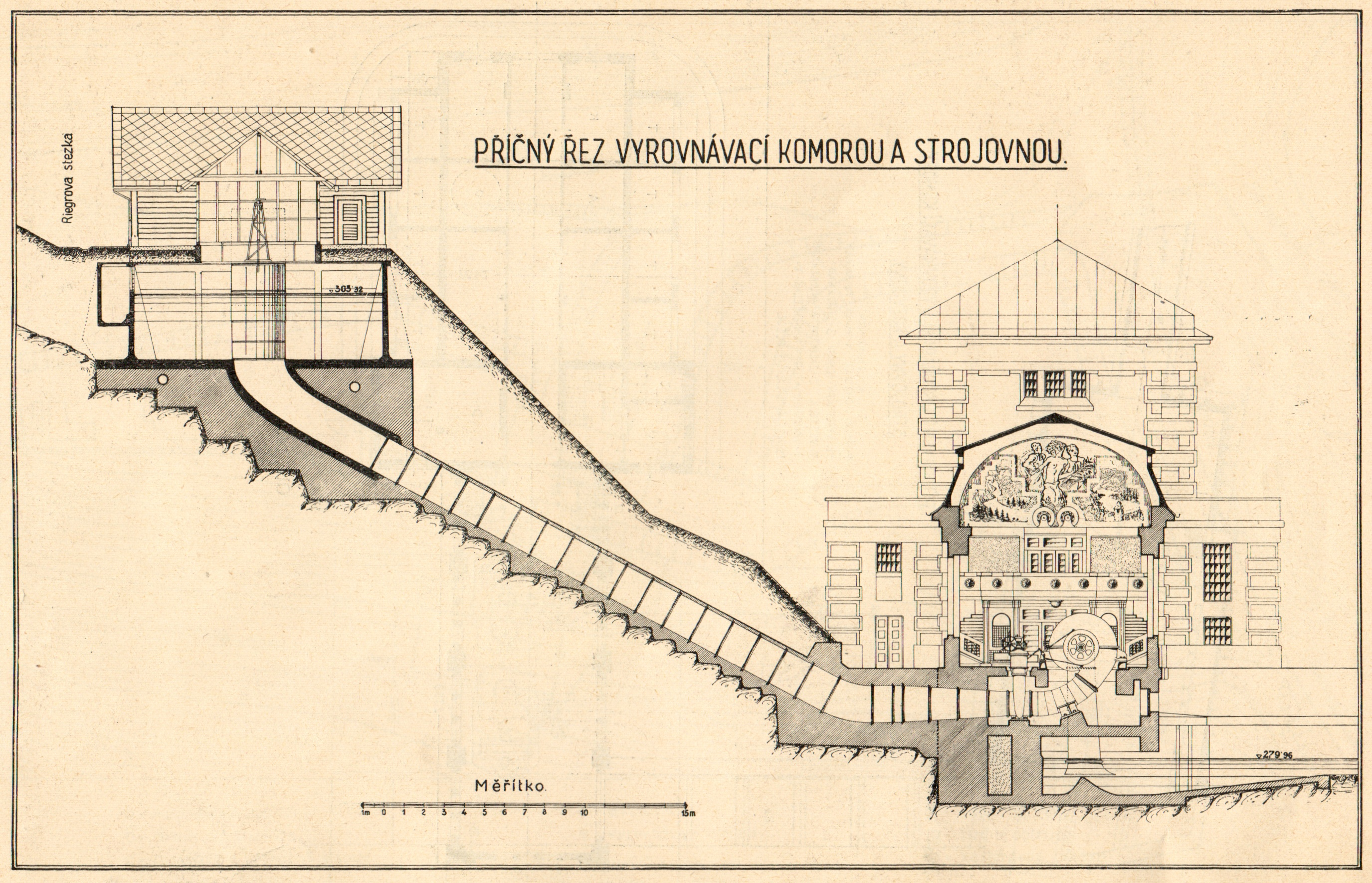
Příčný řez vyrovnávací komorou a strojovnou

Výstavba budovy v národním slohu u soutoku Jizery a Kamenice začala v roce 1921 a trvala až do roku 1926. Stavební práce byly zadány firmě Ing. Nejedlý, Řehák a spol. v Praze. Areál projektoval představitel secese a kubismu Emil Králíček, rodák z Německého Brodu, strojní zařízení stavidel, česlic a lávek dodala firma Bratři Prášilové a spol. v Libni, turbíny firma Breitfeld a Daněk v Blansku, elektrické zařízení rozvodny firma F. Křižík. Od jezu, situovaného o 1¾ km jižněji pod Bítouchovem (k. ú. Bítouchov u Semil a Chuchelna) je k elektrárně veden náhon raženou štolou dlouhou 1323 m ve velmi tvrdém diabasu a dále zděným kanálem dlouhým 437 m. Malířskou výzdobu strojovny navrhl akademický malíř Ferdinand Rubeš. Strojovna byla dána do zkušebního provozu 12. května 1926. Dokonale promyšlené a zhotovené dílo sloužilo bez přestávek celých 72 let, v roce 1998 byla elektrárna odstavena z provozu a došlo k zahájení modernizace. Hlavním mottem rekonstrukce bylo ponechat elektrárně její jedinečnost, autentičnost, krásu a vrátit ji mládí a svěžest.

## Současnost

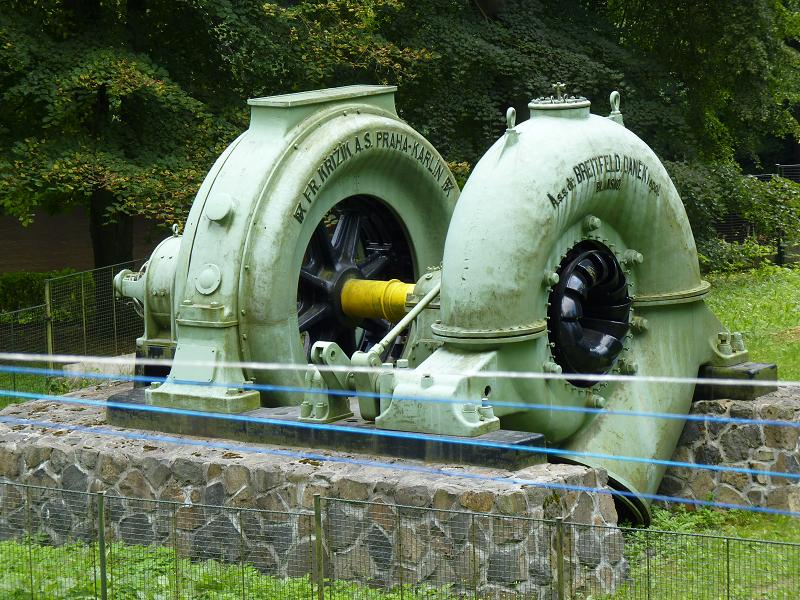
Původní Francisova turbína, Spálov

Původně byla osazena dvěma Francisovými turbínami, přičemž celkový výkon elektrárny dosahoval 2 MW. V rámci celkové modernizace byla elektrárna plně zautomatizovaná. Francisovy turbíny byly nahrazeny Kaplanovými vertikálními turbínami. Byly vyměněny také generátory čímž stoupl celkový výkon na 2,4 MW a průměrná roční výroba se zvýšila o cca 30 %, dosahuje hodnoty 12 GWh. Vodní elektrárnu ve Spálově je možné si dnes prohlédnout. Prohlídky se konají od května do září. Vodní elektrárna je součástí Riegrovy stezky, která patří mezi nejkrásnější stezky v ČR.